# Fortrose (circonscription du Parlement d'Écosse)
Fortrose (avec Rosemarkie) dans le Ross-shire était une circonscription de Burgh qui a élu un Commissaire au Parlement d'Écosse et à la Convention des États.
Après les Actes d'Union de 1707, Fortrose, Forres, Nairn et Inverness ont formé le district d'Inverness, envoyant un membre à la Chambre des communes de Grande-Bretagne. 

## Liste des commissaires de burgh
- 1661–63: Alexander Grahame de Drynie  [1]
- 1665 convention: Hugh Dallas [2]
- 1667 convention: John Gellie [3]
- 1669–74: Alexander Forrester [4]
- 1678 convention: Hugh Bailie
- 1681–82, 1685–86, 1689 convention, 1689: Robert Innes, bailli (amende pour non-participation, 1689) [5]
- 1692–1701: Donald (ou Daniel) Simpson le jeune [5]
- 1702–03: John Mackenzie de Assint, provost (mort vers 1703)[6]
- 1703–07: Roderick McKenzie de Prestonhall [6]